# لیندا وونگ (بازیگر پورنوگرافی)
لیندا وونگ (انگلیسی: Linda Wong؛ زاده ۱۳ سپتامبر ۱۹۵۱ درگذشته ۱۷ دسامبر ۱۹۸۷) یک بازیگر پورنوگرافی بود.